# 麥爾坎·X
麥爾坎·X（英語：Malcolm X），原名麥爾坎·利特尔（Malcolm Little），又名哈吉馬立克·夏巴茲（阿拉伯语：الحاجّ مالك الشباز），1925年5月19日—1965年2月21日），非裔美籍伊斯蘭教教士與非裔美國人民權運動者；擁護者多認同他以嚴厲用詞指責美國白人對待黑人的方式，反對者則認為他鼓吹種族主義與暴力。他被視為美國最偉大與最有影響力的非裔美國人之一。
麥爾坎·X曾是黑人穆斯林組織伊斯蘭國度知名領導者之一，他能言善道鼓吹黑人優越主義與種族分離，但後來他漸不認同伊斯蘭國度領導者以利亞·穆罕默德而退出；而後他出國遊歷非洲與中東、包括前往麥加朝覲，改宗遜尼派，並公開反對他以前鼓吹的種族主義，開始與他以前批評太過溫和的黑人領袖包括馬丁·路德·金合作，但是他依然認同泛非主義與黑人認同與自我防衛。1965年，他在一場演講中遭到伊斯蘭國度三名成員槍殺身亡。

## 早年与伊斯蘭國度时期
麥爾坎·利托1925年5月19日生于美国内布拉斯加州奥马哈市，在家里的七个孩子中排行第四。他的父母分别是出生于格林纳达的路易丝·利托和出生于乔治亚州的厄尔·利托。厄尔是一个直言不讳的浸信会教友，泛非洲活动家马库斯·加维的爱慕者，还是普遍黑人提升联盟（UNIA）的当地领导者。他反复向自己的孩子们灌输自力更生和黑人骄傲等思想。他宣扬黑人至上，支持种族隔离，反对黑人与其他肤色的人群通婚和融入美国社会。麥爾坎·利托后来说白人的暴力杀死了他父亲的三个兄弟。
利托6岁的时候，他的父亲死于一起官方管辖的电车事故，但路易丝认为厄尔是被“黑色军团”谋杀的。关于白人种族主义者应该为父亲的死负责的流言广泛流传，这对于还是孩子的马尔科姆·利托困扰非凡。长大后，他在这个问题上表达了不一致的看法。和债权人辩论一番后，路易丝得到了一份生活保障福利（名义上相当于2013年的16000美元），每月18美元。另一方的发行人拒绝支付，声称这是自杀事件。为了使收支相抵，路易丝把她的花园的一部分租了出去，儿子们开始打猎维持家用。
雖生為基督教牧師之子，早年的麥爾坎·利托對基督教失去兴趣，並加入黑幫，成為罪犯。入獄服刑期間，於獄中開始讀各種各樣的書。其间他接触到伊斯蘭國度教义：“真主安拉是个1934年失踪的美国黑人；“先知”教主伊莱亚·穆罕默德是真神安拉的使者；黑人是安拉的选民；白人是魔鬼；黑人将在末日决战中消灭一切白人魔鬼。”这与他早年的思想一拍即合，出獄後，麥爾坎追隨伊斯蘭國度領袖以利亚·穆罕默德，抛弃了“白人奴隶主赐予的姓氏”，改名为马尔科姆·X。因为其出色的演说和传教才能，迅速成為該組織重要的傳教士。他與教友貝蒂·狄恩·桑德斯結婚，育有六個女兒。
马尔科姆早期的主要主张是“黑人权力至上”和“暴力革命推翻美国虚伪的白人统治”，因此，他受到主流社会和主张非暴力抗争的黑人民權领袖的批评。
1963年11月，美國總統约翰·肯尼迪遇刺身亡，马尔科姆宣称白人肯尼迪被杀是恶有恶报，举国哗然，麥爾坎遭伊斯蘭國度封口90日。
隨後，他與穆罕默德的矛盾浮上檯面，马尔科姆在1964年4月脫離伊斯蘭國度。不久，麥爾坎前往伊斯蘭聖地麥加朝覲，並改奉遜尼派。此後，他拋棄激烈的黑白分離主張，成立宗教性的穆斯林清真寺社團以及政治性的非裔美國人團結組織，並尋求與不同宗教、種族的民權運動人士，特別是和馬丁·路德·金等基督教人士及自由派民權組織合作，共同支持1964年民權法案。在1964年4月3日他发表了题为《选票还是子弹》的著名演说，首次抛弃了黑人独立建国的主张，呼吁广大黑人兄弟参加民主选举。这一时期，他开始向国际共产主义运动靠拢，宣扬“美国黑人叛乱是世界被压迫民族解放运动的一部分”。

## 来自伊斯兰民族的恐吓和死亡威胁
整个1964年，由于和宗教组织伊斯兰民族的矛盾激化，麥爾坎受到频繁的威胁。
- 二月，麥爾坎车中的炸弹被引爆；
- 三月，穆罕默德与波斯顿部长的交谈中提到“像麥爾坎这种伪君子应该被杀掉”，四月十号出版的《穆罕默德讲话》的特辑即为一张描绘麥爾坎跳动的血淋林的头颅的卡通画。
- 六月八日，FBI 的监控记录到一条通话记录，电话中的人对麥爾坎的妻子贝蒂·狄恩·桑德斯说“你丈夫该死！”四天后，一位FBI线人收到消息声称麥爾坎将会被撞死（同月，民族报起诉状告麥爾坎在纽约皇后区的住宅，他的家人被要求搬出；但是在1965年2月14日，即推迟撤离的前一天，这所房子被大火烧毁。）
- 七月九日，穆罕默德的助手约翰.阿里（后来被确认为FBI间谍）提到麥爾坎，并发表言论“任何反对神圣的以利亞·穆罕默德的人都在把自己推向地狱”。在12月4号出版的《穆罕默德讲话》中，路易斯·艾克斯写道“麥爾坎这种人注定该死”。
- 九月发行的 Ebony 夸大了麥爾坎对出版他持枪凝视窗外照片这种威胁的蔑视。

## 遭刺杀
麥爾坎·X脫宗後，「伊斯蘭國度」通過訴訟收回其在紐約皇后區的住宅，麥爾坎·X則請求召開聽證會延後遷出令的執行；1964年2月14日聽證會前夜，於其家人睡夢中，該屋遭人縱火焚毀。
1965年2月21日，当麥爾坎·X正准备在曼哈顿的奥杜邦舞厅举行的美国黑人联盟的演讲时，有人在观众席下喊道“黑鬼！把你的手从我口袋中拿出！”当麥爾坎·X和他的保镖试着消除这场混乱时，三名枪手向他射击。下午3時30分，麥爾坎·X在送去哥伦比亚长老会医院不久后被宣布死亡。尸检证实在他胸部、左肩、胳膊和腿上有21处枪击，包括10处之前散弹爆炸的大型铅弹傷口。

## 評價
批評人士認為他煽動散布暴力、仇恨、黑人優越主義、種族主義、反猶太主義。
肯定人士則視他為非裔美國人民權運動提倡者和領導者，以及對於美國白人對黑人罪行的有力批判者，信仰伊斯蘭教的他後來與基督教的民權領袖合作，把他和民權領袖馬丁·路德·金並列。

## 大眾文化
- 《勝者為王之拳王阿里（英语：The Greatest (1977 film)）》：1977年電影，由詹姆士·厄爾·瓊斯飾演。
- 《黑潮麥爾坎》：1992年電影，由丹佐·華盛頓飾演。
- 《威爾史密斯之叱吒風雲》：2001年電影，由馬力歐·范畢柏斯飾演。
- 《逐夢大道》：2014年電影，由尼格爾·塔奇（英语：Nigél Thatch）飾演。
- 《哈林教父》：2019年開播電視劇，由尼格爾·塔奇飾演。
- 《邁阿密的一夜》：2020年電影，由金斯利·本-阿迪爾飾演。
- 《世紀天才》：2024年電視劇，由亞倫·皮埃爾（英语：Aaron Pierre (actor)）飾演。

## 資料來源
1. ↑  Billy Tong. . CUP 媒體. 2020-09-02  [2020-09-26]. （原始内容存档于2020-09-02）.

## 外部連結
维基共享资源上的相關多媒體資源：麥爾坎·X